# Cedric Maake
Maoupa Cedric Maake (également connu sous le nom du « Tueur de Wemmer Pan ») est un tueur en série d'Afrique du Sud. Il a commis au moins 27 meurtres de 1996 à 1997.

## Crimes
Maake est connu sous le nom du « Tueur de Wemmer Pan » car c'est dans le quartier de Wemmer Pan, à Johannesbourg, qu'il a choisi la plupart de ses victimes à partir d'avril 1996. Au début, la SAPS, l'unité de lutte contre les tueurs en série de la police sud-africaine n'a pas fait de lien entre les meurtres. Ils croyaient que c'était l'œuvre de tueurs en série distincts à cause de la différence de mode opératoire suivant les victimes. Au cours de l'enquête, deux profils distincts ont été créés : un pour le Wemmer Pan Killer ; l'autre pour le Hammer Killer (« tueur au marteau »).
Les meurtres ayant eu lieu dans la zone de Wemmer Pan impliquaient plusieurs types de victimes : les premiers sont des hommes et des femmes qui marchaient seuls et que Maake a battus à mort avec des pierres. Le second groupe de victimes est constitué de couples qui étaient en voiture dans la zone de Wemmer Pan. Dans ce second groupe, Maake frappait violemment les hommes et violait les femmes.
Le second profil créé par la police correspondait à plusieurs meurtres de tailleurs dans le centre-ville. Ces tailleurs indiens ont été tués à l'aide d'un marteau. La police sud-africaine a fait le lien entre les deux séries de meurtres après que Maake a signé un registre dans un des magasins indiens qu'il avait visités. Cette signature a lié Maake aux deux secteurs.

## Arrestation
Maake a été arrêté en décembre 1997 en tant que suspect pour les crimes perpétrés dans le quartier de Wemmer Pan. Il a collaboré avec la police à plusieurs reprises pour leur montrer les lieux où il a commis ses meurtres. Le GPS et la technique de cartographie des crimes sont arrivés plus tard : le procès du tueur en série de Wemmer Pan fut l'un des premiers où la police utilisa le GPS pour localiser les lieux des meurtres. Le profilage géographique a révélé plus tard que la majorité des meurtres de Maake est concentrée autour de ses deux résidences, l'endroit où il a travaillé, et les résidences de son frère et sa petite amie.
Maake a été inculpé pour 35 meurtres, 28 tentatives de meurtre, 15 viols, 46 vols aggravés et d'autres chefs d'inculpation tels que la possession illégale d'armes à feu et de munitions.
Au tribunal, Maake a plaidé non coupable pour tous les chefs d'inculpation. Un mois plus tard, il a également avoué avoir commis les meurtres au marteau dans le centre-ville.
Le 6 septembre 2000 il a été condamné pour 27 meurtres, 26 tentatives de meurtre, 14 viols, 41 vols aggravés et de nombreux autres chefs d'accusation mineurs pour un total de 134 charges. Il a été reconnu coupable pour 114 des 134 chefs d'accusation et a été condamné à 1 340 années de prison.